# Puligny-Montrachet
Puligny-Montrachet ist eine französische Gemeinde im Département Côte-d’Or in der Region Bourgogne-Franche-Comté. Sie gehört zum Kanton Ladoix-Serrigny im Arrondissement Beaune.
Die Gemeinde ist eine der Weinbaugemeinden der Côte de Beaune. Sie befindet sich mit 353 Einwohnern (Stand 1. Januar 2022) und einer Fläche von 7,28 km² in einer Höhe von 217 bis 435 m über dem Meer an der Departementstraße 113a, ca. 300 Meter westlich der Route nationale 74, der Route des Grands Crus, im südlichen Bereich der Côte de Beaune zwischen Santenay und Meursault. Die Entfernung bis Beaune beträgt zwölf Kilometer. Der Weiler Blagny gehört zum Gemeindegebiet von Puligny-Montrachet.

## Bevölkerungsentwicklung
| Jahr                       | 1962 | 1968 | 1975 | 1982 | 1990 | 1999 | 2007 | 2016 |
| Einwohner                  | 644  | 597  | 528  | 528  | 466  | 464  | 426  | 387  |
| Quellen: Cassini und INSEE |      |      |      |      |      |      |      |      |

## Weinbau in Puligny-Montrachet
Von den fruchtigen Weißweinen dieses Gebiets soll der Schriftsteller Alexandre Dumas geschwärmt haben und versicherte, diese Weine müssten „kniend und mit entblößtem Haupt“ getrunken werden.
Es werden aber auch sehr körper- und duftreiche Rotweine erzeugt.

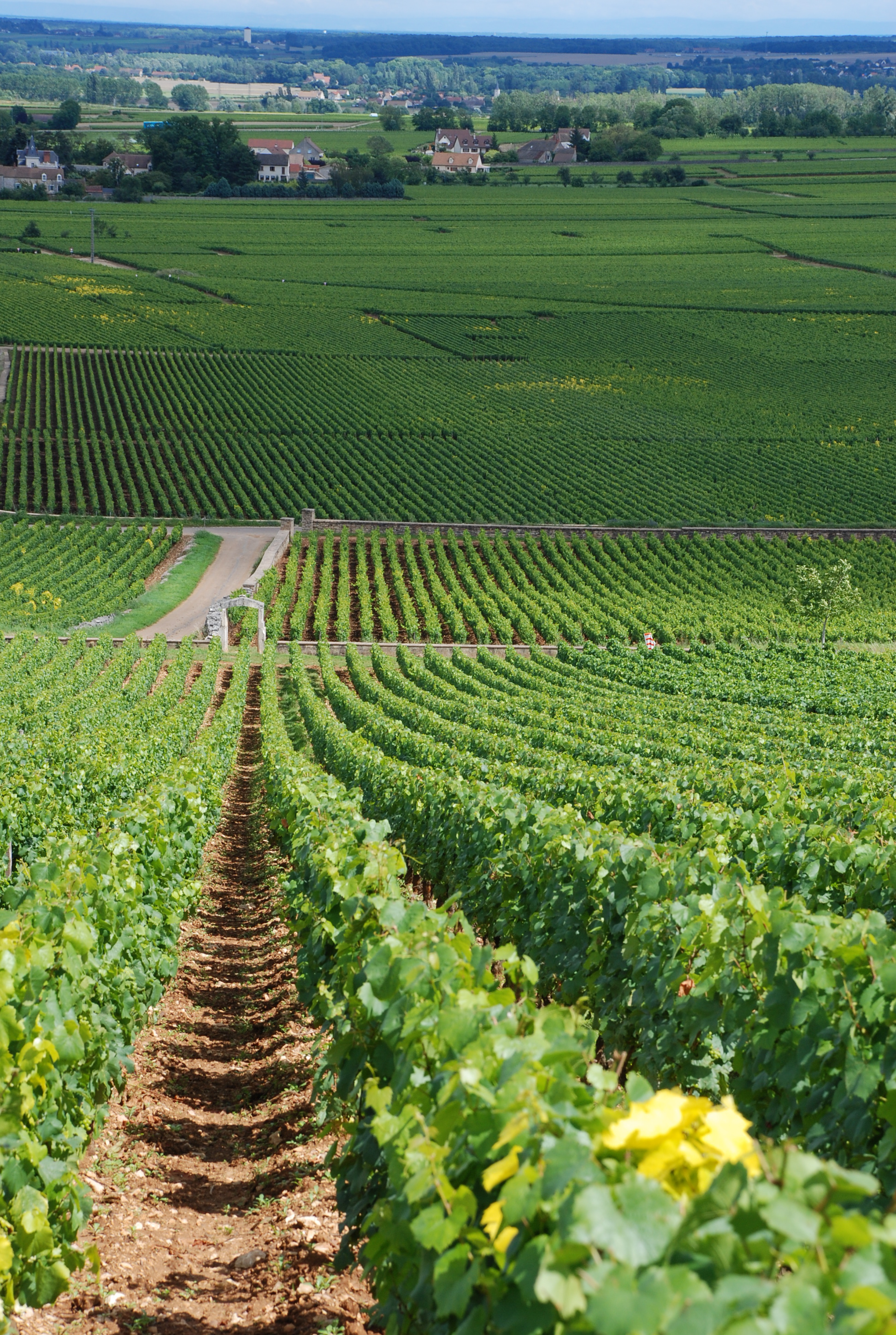
Die Weinberge um Puligny-Montrachet
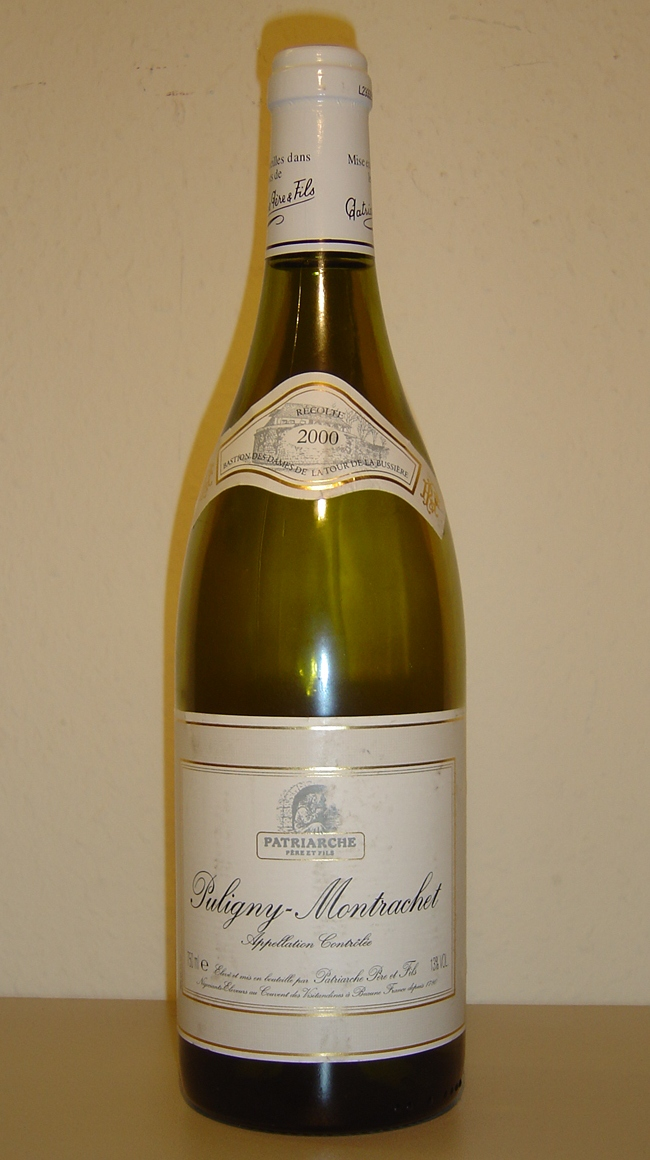
Puligny-Montrachet Jahrgang 2000

## Sehenswürdigkeiten

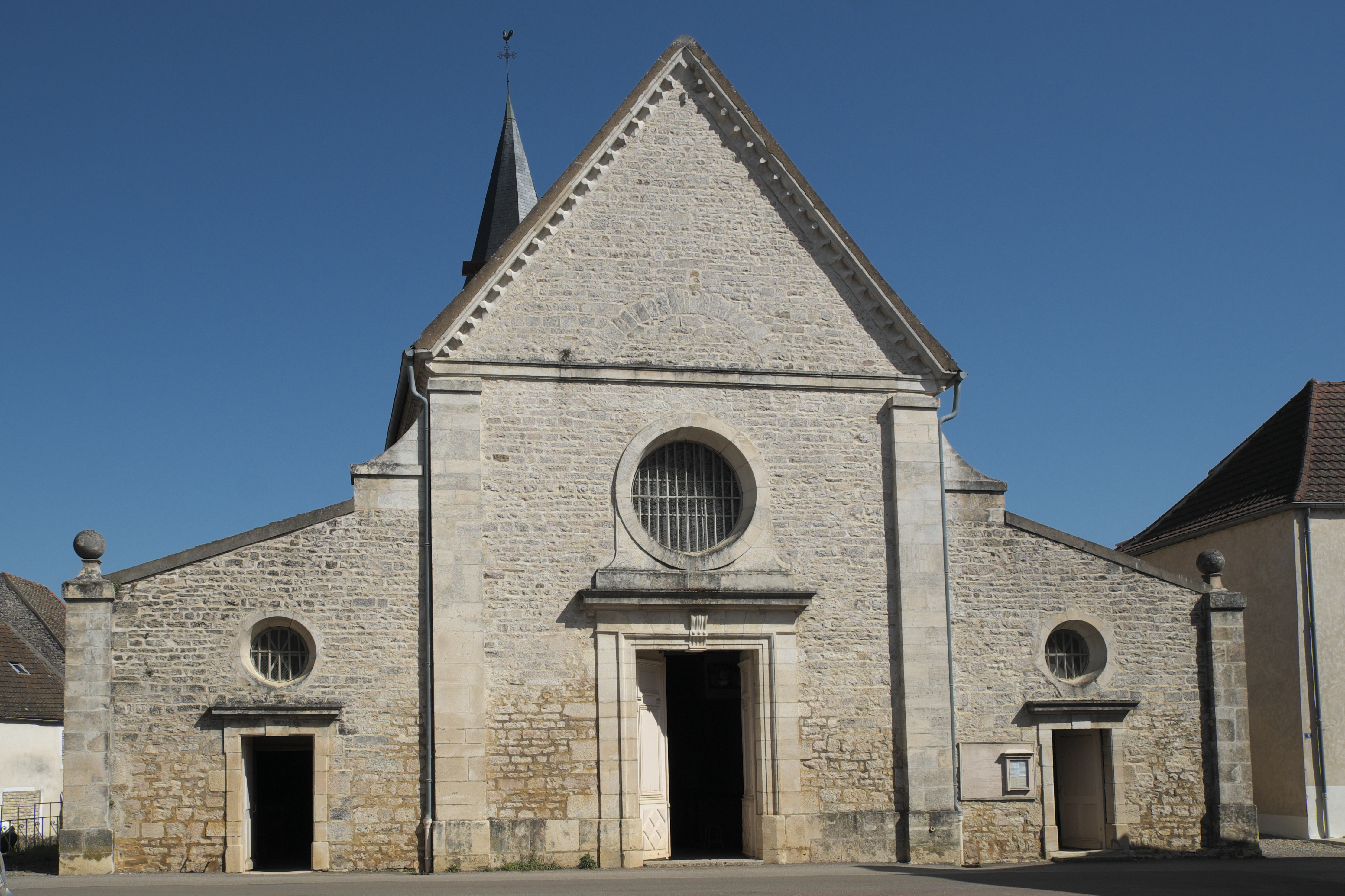
Kirche Notre-Dame-de-l’Assomption

- Pfarrkirche Notre-Dame-de-l’Assomption aus dem 13. Jahrhundert

## Persönlichkeit
- Paul Fleurot (1874–1946), Senator und Widerstandskämpfer.